# Megan Guarnier
Megan Guarnier (* 4. Mai 1985 in Glens Falls) ist eine ehemalige US-amerikanische Radrennfahrerin.

## Sportliche Laufbahn
Megan Guarnier, deren Vorfahren aus Italien stammen, kommt aus einer sportlichen Familie. Gemeinsam  mit ihrem zwei Jahre älteren Bruder trieb sie intensiv Sport, und beide wurden national erfolgreiche Schwimmer. Der Bruder stürzte beim Training mit dem Fahrrad und musste seine sportliche Laufbahn beenden.
2010 erhielt Megan Guarnier bei TIBCO-To The Top ihren ersten Vertrag. Im Jahr darauf gewann sie den Giro della Toscana Femminile, und 2012 wurde sie US-amerikanische Meisterin im Straßenrennen.
2015 war das bis dahin erfolgreichste Jahr von Guarnier: Sie entschied unter anderem die erste Austragung der Strade Bianche für Frauen in der Toskana für sich, gewann die Tour of Norway, wurde nationale Meisterin im Straßenrennen und belegte im WM-Straßenrennen in Richmond Rang drei. Das folgende Jahr 2016 begann für sie ebenso erfolgreich, als sie die Kalifornien-Rundfahrt gewann. Sie entschied unter anderem den Giro d’Italia Femminile für sich und war am Ende der Saison die Gewinnerin der  UCI Women’s WorldTour.
Megan Guarniers größter Erfolg im Jahr 2017 war der Gewinn der Silbermedaille im Mannschaftszeitfahren bei den Straßenweltmeisterschaften im norwegischen Bergen gemeinsam mit den Fahrerinnen des Boels Dolmans Cyclingteam. Wenige Tage später startete sie im Straßenrennen, wo sie in einem Sturz verwickelt war, bei dem sie sich den Kiefer brach. Bei einer Operation musste ihr eine Titanplatte eingesetzt werden.
Im August 2018 gab Guarnier bekannt, dass sie zum Ende der Saison ihre aktive Laufbahn beenden werde. Zuvor hatte sie noch im Mai des Jahres die Tour de Yorkshire für sich entschieden.

## Berufliches
Megan Guarnier absolvierte ein Studium am Middlebury College in Vermont und schloss dieses mit einem Bachelor of Arts (summa cum laude) in Neurowissenschaften ab.

## Erfolge
2011
- Gesamtwertung Giro della Toscana Femminile

2012
- US-amerikanische Meisterin – Straßenrennen

2014
- Panamerikanische Meisterschaften – Straßenrennen
- Panamerikanische Meisterschaften – Einzelzeitfahren
- US-Meisterschaften – Straßenrennen

2015
- Mannschaftszeitfahren Neuseeland-Rundfahrt der Frauen
- Strade Bianche
- US-amerikanische Meisterin – Straßenrennen
- eine Etappe Emakumeen Bira
- eine Etappe und  Punktewertung Giro d’Italia Femminile
- Gesamtwertung und eine Etappe Tour of Norway
- Weltmeisterschaften – Straßenrennen

2016
- Emakumeen Saria
- eine Etappe Emakumeen Bira
- Gesamtwertung und eine Etappe Kalifornien-Rundfahrt
- US-amerikanische Meisterin – Straßenrennen
- Philadelphia Cycling Classic
- Gesamtwertung und  Punktewertung Giro d’Italia Femminile
- Gesamtwertung – UCI Women’s WorldTour

2017
- eine Etappe Amgen Breakaway from Heart Disease Women's Race empowered with SRAM
- eine Etappe Giro d’Italia Femminile
- eine Etappe Ladies Tour of Norway
- Weltmeisterschaft – Mannschaftszeitfahren

2018
- Gesamtwertung, Bergwertung und eine Etappe Tour de Yorkshire

## Teams
- 2010–2011 TIBCO-To The Top
- 2013 Rabobank Women Cycling Team
- 2014 Boels Dolmans Cyclingteam
- 2015 Boels Dolmans Cyclingteam
- 2016 Boels Dolmans Cyclingteam
- 2017 Boels Dolmans Cyclingteam
- 2018 Boels Dolmans Cyclingteam